# Alberto Pallotta
Alberto Pallotta (Roma, 7 dicembre 1966) è uno scrittore e critico cinematografico italiano.
Ex documentarista per l'emittente televisiva Videomusic, ha fondato, nel 2001, la casa editrice "Un mondo a parte", specializzata nella pubblicazione di saggi sulla commedia italiana e sul cinema horror.

## Opere

### Narrativa
- La strega cattiva (TiVuEmme, 1999)
- Generazione Super Santos (Ultra, 2016) ISBN 978-88-67764-64-8

### Saggi
- Febbre da cavallo (Un mondo a parte, 2001) ISBN 88-900629-0-8
- I soliti ignoti (Un mondo a parte, 2002) ISBN 88-900629-1-6
- Un americano a Roma (Un mondo a parte, 2003) ISBN 88-900629-2-4
- Magica Roma – storia dei 600 uomini giallorossi - in coll. con Angelo Olivieri (Un mondo a parte, 2004) ISBN 88-900629-7-5
- Quel "fenomeno" der Monnezza (Un mondo a parte, 2005) ISBN 88-89481-04-8
- Mostruosamente... Fantozzi (Un mondo a parte, 2006) ISBN 88-89481-09-9
- Magica Roma 2 - 3000 partite ufficiali - in coll. con Angelo Olivieri (Un mondo a parte, 2007) ISBN 978-88-89481-12-7
- Maglie giallorosse (Un mondo a parte, 2007) ISBN 978-88-89481-11-0
- Magica Roma – storia dei 600 uomini giallorossi - 2ª ed. - in coll. con Angelo Olivieri (Un mondo a parte, 2010) ISBN 978-88-89481-23-3
- Leone il cane fifone, di John R. Dilworth – Una notte al Motel Gatti (Un mondo a parte, 2012) ISBN 978-88-89481-32-5
- Magica Roma – storia dei 700 uomini giallorossi - in coll. con Angelo Olivieri  (Ultra, 2016) ISBN 978-88-6776-440-2
- Universo Dario Argento (Ultra, 2017) ISBN 978-88-6776-531-7
- Dizionario della Tv dei ragazzi anni Settanta (Ultra, 2017) ISBN 978-88-6776-620-8
- Magica Roma. Tutte le partite ufficiali - in coll. con Angelo Olivieri (Ultra, 2018) ISBN 978-88-6776-666-6
- Piccola enciclopedia degli ultracorpi. I B-movies americani degli anni Cinquanta (Ultra, 2018) ISBN 978-88-6776-740-3
- Salutandovi indistintamente (Ultra, 2019) ISBN 978-88-6776-853-0
- L'esorcista e i suoi fratelli. Dizionario del cinema horror americano anni Settanta (Ultra, 2019) ISBN 978-88-6776-899-8
- Piccola enciclopedia degli ultracorpi Vol. 2. I B-movies americani degli anni Sessanta (Ultra, 2020) ISBN 978-88-6776-977-3
- Con questa faccia da straniero. I calciatori stranieri di Serie A dopo la riapertura delle frontiere (Ultra, 2020) ISBN 978-88-9278-004-0
- Chi ha paura dei Rolling Stones? Eccessi e successi della più grande rock’n’roll band del mondo descritti dalla stampa italiana (Arcana, 2021) ISBN 978-88-9277-076-8
- L'ottavo colle di Roma - Gigi Proietti Uanmensciò (Bietti, 2021) ISBN 978-88-8248-486-6
- La commedia italiana in 160 film (1948-1980) - in coll. con Andrea Pergolari (Edizioni Sabinae, 2022) - ISBN 979-12800-23-353
- Piccola enciclopedia degli ultracorpi Vol. 3. I B-movies inglesi degli anni Cinquanta e Sessanta (Ultra, 2022) ISBN 978-88-9278-139-9
- Franco e Ciccio, storia di due antieroi - in coll. con Andrea Pergolari (Sagoma Libri, 2022) - ISBN 978-88-650-61-534
- Piccola enciclopedia dei replicanti. I film di fantascienza americani degli anni Ottanta - in coll. con Andrea Pergolari (Ultra, 2023) - ISBN 978-88-927-82-419
- Louis de Funès, smorfia per smorfia - in coll. con Andrea Pergolari (Sagoma Libri, 2023) - ISBN 978-88-650-61-640
- Le labbra sulla celluloide - Mick Jagger e il cinema (Bietti, 2024) ISBN 978-88-8248-556-6
- Tutto su Alberto Sordi (o quasi) - in coll. con Andrea Pergolari (Sagoma Libri, 2024) - ISBN 978-88-650-61-879
- Il dottor Phibes e i suoi fratelli. Dizionario del cinema horror inglese anni Settanta - in coll. con Andrea Pergolari (Weird Book, 2024) - ISBN 979-12-816-03-219

### Collaborazioni
- Romanisti in 100 personaggi (+1) - a cura di Adriano Stabile (Typimedia editore, 2018) ISBN 978-88-8548-830-4
- Renzo Montagnani. Un uomo libero - a cura di Domenico Palattella (Dellisanti editore, 2022) ISBN 978-88-9879-148-4

### Premi e riconoscimenti
Premio Cinema su carta: "Le labbra sulla celluloide. Mick Jagger e il cinema, Bietti, primo classificato 2024.
Premio I Murazzi: Louis de Funès, smorfia per smorfia - in coll. con Andrea Pergolari, diploma con menzione 2025.